# Campeonato Mundial de Natação em Piscina Curta de 2022 - 200 m costas feminino
A prova dos 200 metros nado costas feminino do Campeonato Mundial de Natação em Piscina Curta de 2022 foi disputada no dia 18 de dezembro de 2022, no Melbourne Sports and Aquatics Centre, em Melbourne, na Austrália.

## Recordes
Antes desta competição, os recordes mundiais e do campeonato nesta prova eram os seguintes:
|                       | Nome           | Nacionalidade | Tempo   | Local    | Data                   |
| --------------------- | -------------- | ------------- | ------- | -------- | ---------------------- |
| Recorde mundial       | Kaylee McKeown | Austrália     | 1:58.94 | Brisbane | 28 de novembro de 2020 |
| Recorde do campeonato | Katinka Hosszú | Hungria       | 1:59.23 | Doha     | 5 de dezembro de 2014  |

## Medalhistas
| Ouro                 | Prata               | Bronze            |
| Kaylee McKeown (AUS) | Claire Curzan (USA) | Kylie Masse (CAN) |

## Cronograma
Todos os horários são locais (UTC+11). 
| Data           | Hora  | Evento        |
| -------------- | ----- | ------------- |
| 18 de dezembro | 11:44 | Eliminatórias |
| 18 de dezembro | 20:08 | Final         |

## Resultados

### Eliminatórias
As eliminatórias ocorreram no dia 18 de dezembro com início às 11:44.
| Colocação | Bateria | Raia | Nadadora                | Nacionalidade         | Tempo   | Notas            |
| --------- | ------- | ---- | ----------------------- | --------------------- | ------- | ---------------- |
| 1         | 3       | 1    | Claire Curzan           | Estados Unidos        | 2:02.05 | Q                |
| 2         | 5       | 4    | Kaylee McKeown          | Austrália             | 2:02.32 | Q                |
| 3         | 5       | 5    | Kylie Masse             | Canadá                | 2:02.54 | Q                |
| 4         | 4       | 5    | Margherita Panziera     | Itália                | 2:02.88 | Q                |
| 5         | 5       | 6    | Pauline Mahieu          | França                | 2:02.96 | Q                |
| 6         | 4       | 3    | Peng Xuwei              | China                 | 2:03.27 | Q                |
| 7         | 4       | 4    | Kira Toussaint          | Países Baixos         | 2:03.40 | Q                |
| 8         | 5       | 3    | Ingrid Wilm             | Canadá                | 2:03.57 | Q                |
| 9         | 3       | 5    | Isabelle Stadden        | Estados Unidos        | 2:03.78 |                  |
| 10        | 5       | 1    | Hanna Rosvall           | Suécia                | 2:04.37 |                  |
| 11        | 4       | 7    | África Zamorano         | Espanha               | 2:04.85 |                  |
| 12        | 3       | 2    | Adela Piskorska         | Polónia               | 2:05.05 |                  |
| 12        | 3       | 4    | Minna Atherton          | Austrália             | 2:05.05 |                  |
| 14        | 4       | 6    | Liu Yaxin               | China                 | 2:05.10 |                  |
| 15        | 5       | 2    | Sayaka Akase            | Japão                 | 2:05.13 |                  |
| 16        | 4       | 2    | Laura Bernat            | Polónia               | 2:05.54 |                  |
| 17        | 3       | 7    | Emma Terebo             | França                | 2:05.94 |                  |
| 18        | 3       | 6    | Chiaki Yamamoto         | Japão                 | 2:06.10 |                  |
| 19        | 5       | 8    | Simona Kubová           | Chéquia               | 2:06.19 |                  |
| 20        | 5       | 7    | Tessa Vermeulen         | Países Baixos         | 2:06.58 |                  |
| 21        | 2       | 4    | Gabriela Georgieva      | Bulgária              | 2:07.25 |                  |
| 22        | 3       | 3    | Ingeborg Løyning        | Noruega               | 2:07.67 |                  |
| 23        | 4       | 1    | Emma Godwin             | Nova Zelândia         | 2:07.91 |                  |
| 24        | 2       | 3    | Andrea Berrino          | Argentina             | 2:08.10 |                  |
| 25        | 4       | 8    | Tamara Potocká          | Eslováquia            | 2:08.61 |                  |
| 26        | 2       | 5    | Hannah Pearse           | África do Sul         | 2:08.84 |                  |
| 27        | 3       | 8    | Chloe Isleta            | Filipinas             | 2:09.17 |                  |
| 28        | 2       | 8    | Cindy Cheung            | Hong Kong             | 2:09.55 |                  |
| 29        | 2       | 7    | Alexia Sotomayor        | Peru                  | 2:12.36 |                  |
| 30        | 1       | 4    | Carolina Cermelli       | Panamá                | 2:12.40 | Recorde nacional |
| 31        | 2       | 1    | Elizabeth Jiménez       | República Dominicana  | 2:12.63 |                  |
| 32        | 2       | 6    | Celina Márquez          | El Salvador           | 2:13.61 |                  |
| 33        | 1       | 5    | Anishta Teeluck         | Ilhas Maurícias       | 2:13.71 |                  |
| 34        | 1       | 3    | Jennifer Harding-Marlin | São Cristóvão e Neves | 2:31.55 |                  |
| 35        | 1       | 6    | Hamna Ahmed             | Maldivas              | 2:59.77 |                  |
| 36        | 2       | 2    | Tatiana Salcuțan        | Moldávia              | DNS     | DNS              |

### Final
A final foi realizada no dia 18 de dezembro com início às 20:08.
| Colocação         | Raia | Nadadora            | Nacionalidade  | Tempo   | Notas            |
| ----------------- | ---- | ------------------- | -------------- | ------- | ---------------- |
| Medalha de ouro   | 5    | Kaylee McKeown      | Austrália      | 1:59.26 |                  |
| Medalha de prata  | 4    | Claire Curzan       | Estados Unidos | 2:00.53 |                  |
| Medalha de bronze | 3    | Kylie Masse         | Canadá         | 2:01.26 | Recorde nacional |
| 4                 | 8    | Ingrid Wilm         | Canadá         | 2:01.78 |                  |
| 5                 | 6    | Margherita Panziera | Itália         | 2:02.18 |                  |
| 6                 | 7    | Peng Xuwei          | China          | 2:02.39 | Recorde nacional |
| 7                 | 2    | Pauline Mahieu      | França         | 2:03.21 |                  |
| 8                 | 1    | Kira Toussaint      | Países Baixos  | 2:05.20 |                  |

Legenda
| Recorde mundial       | Recorde mundial (World record)               |                       | Recorde africano                      | Recorde africano (African) |                                           | Q | Classificado por posição (Qualified) |
| Recorde do campeonato | Recorde do campeonato (Championship record)  | Recorde da América    | Recorde da América (Americas)         | q                          | Classificado por melhor tempo (Qualified) |   |                                      |
| Melhor marca do ano   | Melhor marca do ano (World leading)          | Recorde asiático      | Recorde asiático (Asian)              | DNS                        | Não largou (Did not start)                |   |                                      |
| Recorde nacional      | Recorde nacional (National record)           | Recorde europeu       | Recorde europeu (European)            | DNF                        | Não terminou (Did not finish)             |   |                                      |
| Recorde pessoal       | Recorde pessoal do atleta (Personal best)    | Recorde da Oceania    | Recorde da Oceania (Oceania)          | DSQ / DQ                   | Desclassificado (Disqualified)            |   |                                      |
| Recorde da temporada  | Recorde da temporada do atleta (Season best) | Recorde sul-americano | Recorde sul-americano (South America) | NM                         | Sem marca (No mark)                       |   |                                      |